# 琉球古武術
琉球古武術（りゅうきゅうこぶじゅつ）は、沖縄県の古武術の総称である。空手を含める場合もあるが、一般には主に武器術を指す。琉球古武道、沖縄古武道、沖縄古武術ともいう。なお、ほとんどの流派・会派では武器術以外に空手も併伝している。

## 歴史

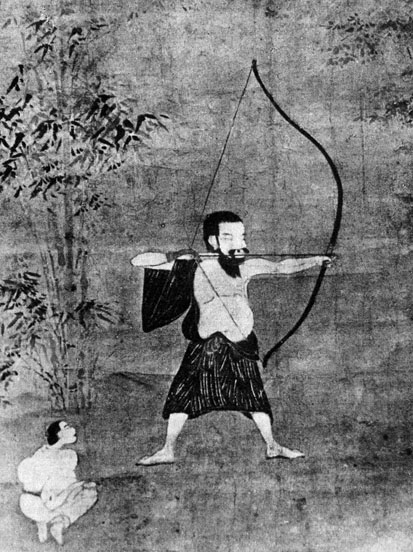
伝我謝盛保筆『我謝親方弓射図』（19世紀初期）。

沖縄では、琉球王国（琉球國）時代より各種の武器術が首里・那覇の士族を中心に行われていた。正史『球陽』（1743-45年）には、17世紀に「槍棒の法あり」との記述があり、薩摩服属後も琉球士族の間では槍術や棒術が稽古されていことが分かる。広く知られている俗説の一つとして、琉球には禁武政策により武器がなかったため、徒手空拳の空手（唐手）が発展したとの説があるが、現実には薩摩服属後も、琉球士族は鉄砲を除いて武器の所持を禁じられておらず、こうした武器術は引き続き稽古されていた。実際、当時の空手家は、空手以外にも同時に剣術、槍術、棒術、弓術、釵術等も併せて稽古しており、こうした武器術の名人は何人も知られている。例えば、槍術の西平親方、剣術の具志川親方、弓術の油屋山城等である。また、本土の剣術・槍術・薙刀術も稽古されており、剣術は示現流が多かった。18世紀には琉球士族の間で示現流が伝承されており、首里手の松村宗棍のように薩摩に渡って示現流を修業する首里士族もいた。
一方、那覇でも久米村士族を中心に独自の武器術が伝承されていた。1867年、尚泰王の冊封のために来琉した冊封使の歓迎祝賀会で、「鉄尺」、「棒」、「藤牌」、「車棒」等の武器術が披露されている。鉄尺は釵、藤牌は盾と手槍を用いたティンベー術、車棒は節棍術と考えられている。
また、刀剣類以外にも、ヌンチャクやトンファーなど、非刀剣類の武器術も盛んであった。こうした武器術の歴史は判然としないが、士族の隠し武器（暗器）として発展した説と、ティンベーやサイも含めて琉球武術で使用される多くの武器が、中国や東南アジアで使用されている武器と形状や名称が共通しているため、貿易による交流で取り入れられたという説などがある。なお、庶民的な道具を起源としているが、庶民がこれらの武器術を稽古していたわけではない。あくまでも首里・那覇の士族が中心である。ただし、棒術では糸満村（現・糸満市字糸満）の糸満マギーや添石親方に師事した知念村字志喜屋（現・南城市）の知念志喜屋仲など、平民出身の武人もいた。
これらの武器術は、廃藩置県後、空手同様その多くが失伝したと考えられているが、一方で戦前から一部の武道家が保存に乗り出し、幾つかの流派において保存・継承されている。まず、屋比久孟伝が大正初期に琉球古武術研究会を設立し、その弟子の平信賢も1940年（昭和15年）に保存振興会を設立している。戦後の沖縄では、比嘉清徳が中心となって1961年（昭和36年）に古武道保存を目的とする沖縄古武道協会が発足し、多くの古武道家がこれに加わった。

## 流派
現在伝承されている琉球古武術は、大きく分けて三系統ある。平信賢の系統（日本本土では琉球古武術保存振興会、琉球古武道協会、沖縄では琉球古武道保存振興会、琉球古武道保存会、国際琉球古武道保存協会など）、本部朝勇の系統（本部御殿手古武術協会）、又吉真光の系統（金硬流唐手沖縄古武術）である。これらの団体は、日本古武道協会に所属している。ほかにも山根流棒術、劉衛流、渡山流など、いくつかの系統がある。

### 平信賢の系統
平信賢は、1897年（明治30年）の生まれ。空手を船越義珍、琉球古武道を屋比久孟伝に師事した。1933年（昭和8年）、群馬県に松濤館支部道場を開設、1942年（昭和17年）、沖縄県に帰郷して後進の指導にあたった。現在は、本土の弟子系統が琉球古武術保存振興会や琉球古武道「金剛流」、琉球古武道協会、修錬会を設立または創流、沖縄では平信賢の設立した琉球古武道保存振興会を弟子が継承し、棒術、釵術、トンファー術、ヌンチャク術、鎌術、鉄甲術、ティンベー術、スルジン術、鉄柱術の九種の武器術を保存継承している。これらの団体から独立した組織もいくつかある。平信賢（屋比久孟伝）の系統は、添石良行、知念志喜屋仲、知念三郎（山根ウスメー）、多和田筑登之親雲上真睦、金城大筑ら、主に首里士族を中心とした武器術を継承するのが特徴である。

### 本部朝勇の系統
本部朝勇は1857年、首里赤平村に生まれた。琉球王族・本部御殿の直系当主で、弟に有名な空手家・本部朝基をもつ。本部朝勇は幼少のころより、家伝である本部御殿手を父・本部按司朝真より学んだ。本部御殿手は実子・本部朝茂と高弟・上原清吉が継承。朝茂が戦時中に亡くなったため、戦後は上原が唯一の継承者になった。上原は1961年（昭和36年）に本部流古武術協会を設立、1970年に新たに本部御殿手古武術協会を設立した。本部御殿手では、剣術、槍術、長刀術、棒術、杖術、短棒術、釵術、ヌウチク（ヌンチャク）術、櫂術、石打ち術、鎌術が伝承されている。ほかに箒や鳥刺しなど日常用具も武器に見立てて稽古する。本部御殿手は琉球王族の武器術を継承するのが特徴である。

### 又吉真光の系統
又吉真光は、1888年（明治21年）、那覇市垣花町に生まれ、北谷村（現・北谷町）の千原で育つ。又吉は具志川村（現・うるま市）の比嘉翁（通称・具志川テーラ小）に棒術、櫂術、鎌術、釵術を、また北谷村野原で伊禮翁（通称・ヂトデーモーシー小）からトゥンクワー（トンファー）術、ヌンチャク術を学んだ。明治末年頃より中国に渡り、満州で馬術、手裏剣術、投縄術を、上海では某師（キンガイ）よりティンベー術、スルチン術、ヌンティ術を学んだとされる。戦後、実子の又吉真豊が1960年（昭和35年）に「光道館」を開設し、1970年（昭和45年）には沖縄古武道連盟（その後、社団法人・全沖縄古武道連盟に改称）を設立した。現在は、金硬流唐手沖縄古武術の名称で活動している。金硬流は主に沖縄本島中部（北谷村、具志川村）に伝わる武器術と中国の武器術を継承するのが特徴である。

## 武器術の一覧
- 剣術

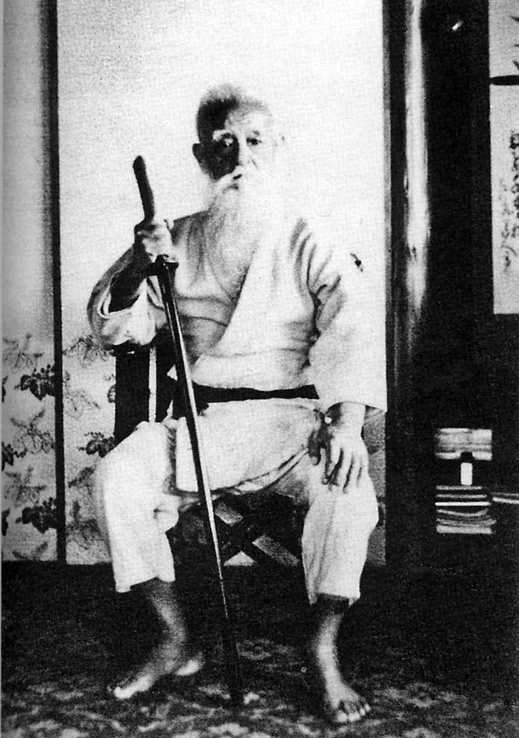
日本刀を手にする義村朝義。剣術を松村宗棍に師事した。

剣術は、首里の御殿・殿内と呼ばれた貴族を中心に行われていた。古くは尚敬王時代の具志川親方が有名である。王国末期には示現流を修めた松村宗棍、また廃藩置県後は、本部御殿の本部朝勇や義村御殿の義村朝義、安里安恒などが剣術家として知られている。剣術は本部御殿手で伝承されている。
- 槍術

槍術は、古くは尚敬王時代の西平親方が有名で、王国末期には豊見城親方も馬上での槍術が得意なことで有名であった。槍術は本部御殿手や劉衛流で伝承されている。また、ティンベー術では、棒部が短い手槍（短槍）が用いられる。
- 長刀術

長刀（なぎなた）は日本起源の武器であるが、同種の武器は中国にも青龍偃月刀や眉尖刀などがある。長刀術は本部御殿手、眉尖刀術は劉衛流で伝承されている。
- ヌンティ術

ヌンティは卍釵を先端につけた槍のような武器である。漁師が使う銛（もり）が起源とも言われる。ヌンティ術は金硬流で伝承されている。
- 山刀術

山刀（やまなじ）は短刀の一種で、形状は長刀の穂先に似ている。本部御殿手で伝承されている。
- 釵術

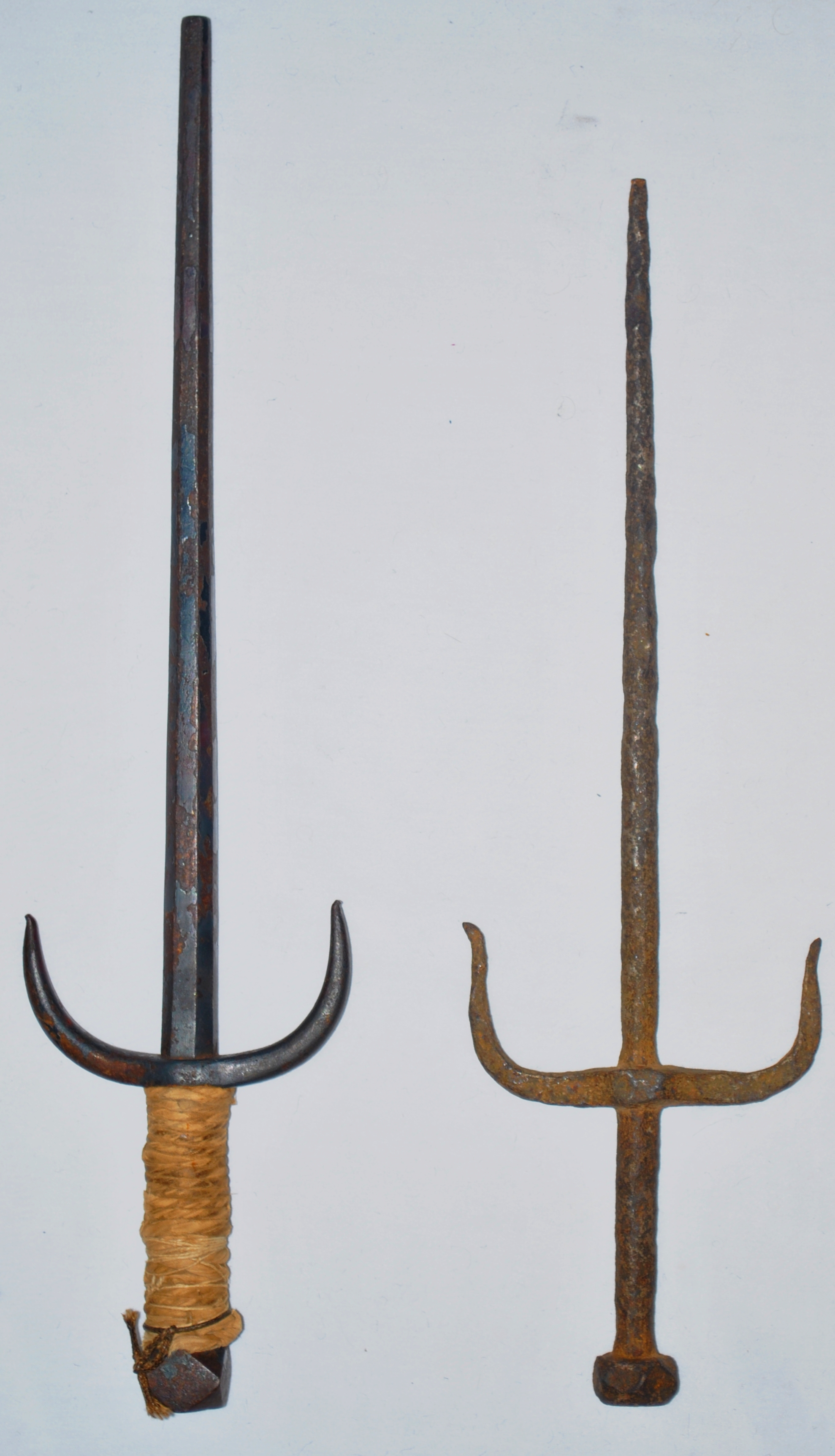
釵

釵は、棒術と並んで琉球古武術で重視されている。大筑（警察署長）や筑佐事（刑事）が犯人逮捕や群衆誘導に使用していたとされる。いくつかの型が伝承されている。
- 棒術

サイ術と並んで琉球古武術では重視されている。沖縄では、一般に六尺棒を用いる。中国から伝えられた棍術と沖縄古来の棒術、日本の武術の影響を受けたものなどがあり、形状は両端がやや細くなっているタイプ、中央部と同じ太さのタイプの二種がある。棒術は各流派、会派で伝承されている。また、棒の中央部が太いのは担ぎ棒の応用からで生活に密着した道具の武器への応用からである。それが他の地域との大きな違いである。伝承されている型は有名な士族の名前を付けた型や中国から伝えられた型がある。また村に伝えられた村棒がある。
- 杖術

杖は六尺棒より短い棒を言い、通常は4尺前後の長さの棒である。杖術は本部御殿手で伝承されている。
沖縄傳湖城流空手道に独自の杖術があり、形、組手が伝承されている。
湖城流の杖術は2代目湖城以正、三代目湖城嘉宝、によって編み出されたものである。
- 短棒術

短棒術は、不意の襲撃などの際、薪など身近にある短棒を武器として使用する武術である。短棒術は本部御殿手で伝承されている。
- 櫂（ウェーク）術

櫂は船をこぐ漁具（いわゆるオールのようなもの）で、沖縄ではサバニをこぐ際に用いる。櫂術は各種流派で伝承されている。紹介サイトによっては「エーク」や「エイク」と表記する場合もある。
- トンファー術

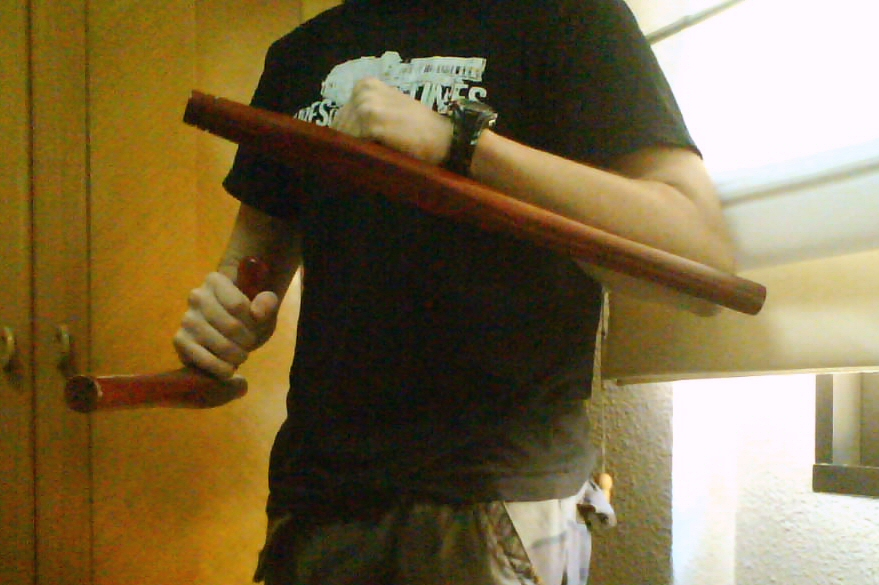
トンファー

トンファーは石臼の挽き棒が起源との説がある。トンファー術は各種流派で伝承されている。
- 鎌術

鎌術は、沖縄では二丁鎌を用いるのが基本である。各種流派で伝承されている。鎌のことをイラナ（波照間島ではイララ）、棒の部分をテビクと呼ぶ。
- 鍬術

鍬は農具の一種。鍬術は金硬流で伝承されている。
- 箒術

箒は、庭先などで襲撃された際、咄嗟の武器となる。箒術は本部御殿手で伝承されている。
- 鳥刺し術

鳥刺しは、細い竹の先端部分に鳥もちを付けた道具で、山に分け入って野鳥を捕獲するのに用いる。鳥刺しも咄嗟の際の武器となる。鳥刺し術は本部御殿手で伝承されている。
- 打棒術

打棒、稲などの脱穀用具「車棒（クルマンボー）」が起源である。ヌンチャクと同じ二節棍だが、形状はフレイルに似ている。打棒術は本部御殿手で伝承されている。
- ヌンチャク術

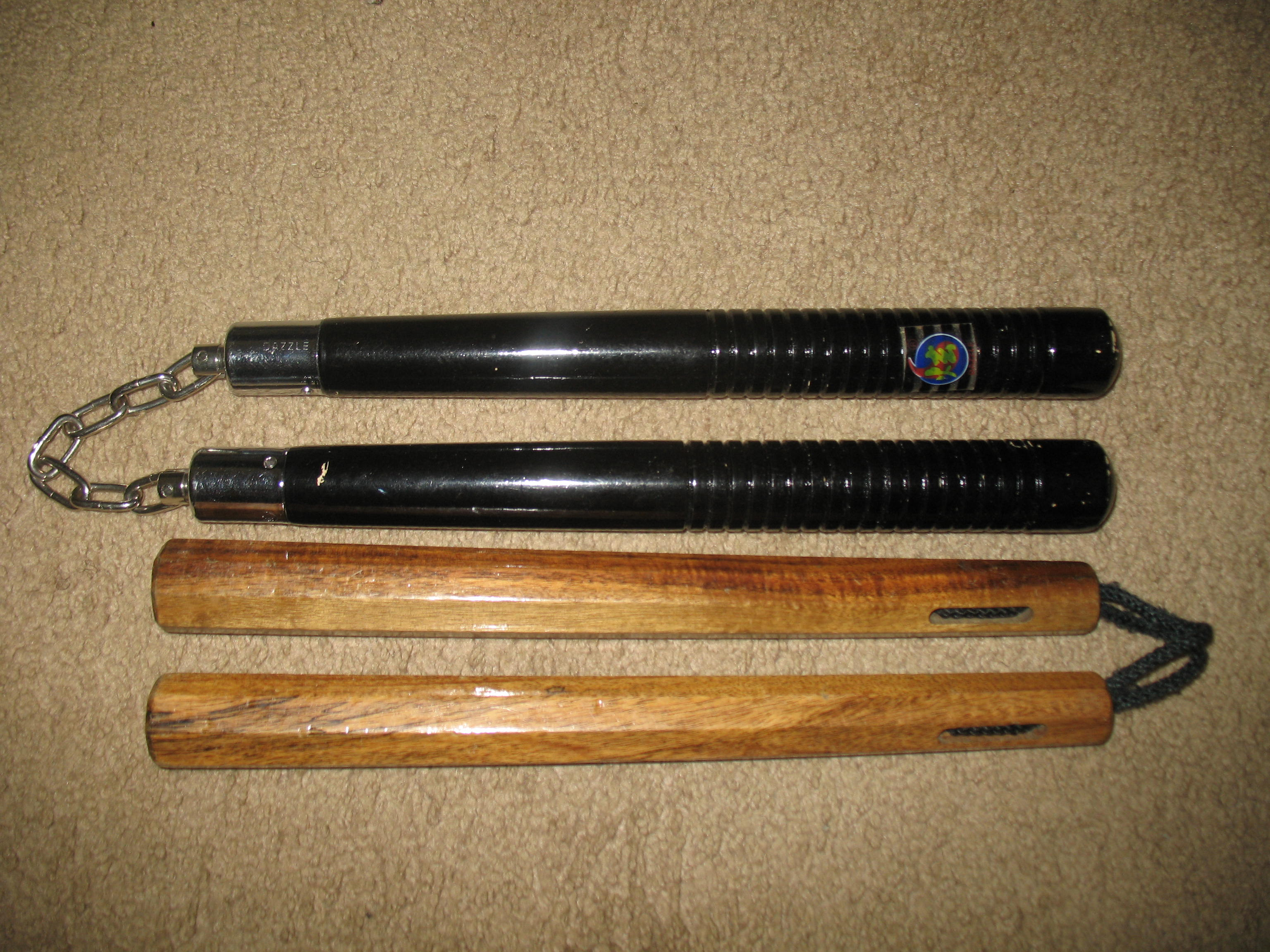
ヌンチャク

ヌンチャクの起源は、馬具「ムーゲー」説など複数ある。隠し武器の一種で、以前はマイナーな武器だったがブルース・リーの映画で世界的に著名になった。ヌンチャク術は各種流派で伝承されている。
- 三節棍術

三節棍は、三つの棒をつなげた武器。金硬流で伝承されている。
- スルジン術

スルジン（スルチンとも）は鎖の先に分銅や鋭利な形状のものがついた武器で、振り回して相手を攻撃する。平信賢の系統や金硬流で伝承されている。前里のスルチン術、池原のスルチン術。
- 石打ち術

正式にはマーイサースルジナと呼ぶ。長さ一間（約182センチ）の縄の先端に丸い自然石をつけた武器で、石で相手の顔などを打つ武器である。本部御殿手で伝承されている。
- 手裏剣術

手裏剣術は、金硬流で伝承されている。
- ティンベー術

ティンベーと呼ばれる楯と、ローチンと呼ばれる手矛や手槍などを武器を用いて武術である。劉衛流では、手槍ではなく短棒や短剣を使用する。
- 鉄甲術

金属製の輪状の武器で、手にはめて使用する。
- ジーファー術

ジーファーは先のとがった武器で、手に隠し持って用いる護身術である。
- 鉄柱術

鉄柱は隠し武器の一種で、鉄製の箸の形をしていて中心の穴に中指をはめて使用する。鉄柱の先がわずかに指先から少し出るくらいで相手には見えにくい武器である。樫の木で鉄柱に似せたものを作って護身用として使用することもある。小林流の「ジオン」の型を用いて平信賢が編み出した型が伝承されている。
その他に知花朝信の弟子、池原某の残した「池原の鉄柱の型」がある。
- 鉄椎術

鉄椎は、鉄の細い短棒で、柄の部分に鍔が付いている武器。渡山流に伝承されている。
- 双戈術

双戈は、先端が二股に分かれた金属製の手持ち武器。渡山流に伝承されている。

## 形一覧

### 棒術
平信賢系統
- 周氏の棍（小・大・古式）
- 佐久川の棍（小・中・大）
- 添石の棍（小・大）
- 末吉の棍

- 浦添の棍
- 瀬底の棍
- 金剛の棍
- 白樽の棍（小・大）

- 北谷屋良の棍
- 米川の棍
- 趙雲の棍
- 知念志喜屋仲の棍

- 三尺棒
- 九尺棒

・津堅棒
遠山寛賢系統（錬武会）
- 天竜の棍
- 佐久川の棍（初段・二段・三段）

- 砂掛けの棍（二段）
- 照屋の棍

- 大城の棍
- 知花の棍

喜屋武朝徳系統（しょうりん流）
- 徳嶺の棍

島袋龍夫系統（一心流）
- 浦添の棒（うらしのぼう）

### エーク術
平信賢系統
- 津堅砂掛けの棍

### ヌンチャク術
平信賢系統
- 練習型（小・大）
- 三本ヌンチャク

### トンファー術
平信賢系統
- 浜比嘉のトンファー

- 屋良小のトンファー

### 釵術
平信賢系統
- 津堅志多伯の釵
- 浜比嘉の釵

- 多和田の釵
- 北谷屋良の釵

- 浜御殿屋可阿の釵
- 端多小の釵

- 慈元の釵（卍釵を用いる）
- 湖城の釵

島袋龍夫系統（一心流）
- クーサンクー釵

村上勝美系統
- 松村の釵

### 鎌術
平信賢系統
- 当山の鎌（二丁鎌）

- 鐘川の鎌（小・大）

### 鉄甲術
平信賢系統
- 前里の鉄甲

### ティンベー術
平信賢系統
- 鐘川のティンベー

### スルジン術
平信賢系統
- 短スルジン

- 長スルジン